# 溪南镇 (汕头市)
溪南镇是中国广东省汕头市澄海区下辖的一个镇。面积40.66平方公里，户籍人口6.5万人，下辖21个行政村和1个渔业经联社。

## 行政区划
- 南社村、董坑村、仙门村、塘陇村、梅浦村、仙市村、口厝村、弓兜村、外蚁村、内厝村、上岱美村、大新村、海岱村、埭头村、银北村、云英村、东社村、西社村、北社村、梅洲村、下岱美村

## 交通
- G324 324国道

## 名人
- 唐伯元:仙门村人，明万历二年进士，万年、泰和知县，南京户部主事、郎中、礼部主事、尚宝司丞、吏部员外郎。